# Jochem Uytdehaage
Jochem Simon Uytdehaage (Utrecht, Nizozemska, 9. srpnja 1976.) je bivši nizozemski brzi klizač te dvostruki olimpijski pobjednik na ZOI u Salt Lake Cityju 2002.

## Karijera
Uytdehaage je 2002. godine postao svjetski i europski prvak u višeboju a tom uspjehu je pridodao i dva olimpijska naslova u utrkama na pet i deset tisuća metara. Pobjedom u utrci na 10.000 m, Jochem je otklizao ispod 13 minuta te postavio novi svjetski rekord s vremenom od 12:58.92. Taj rekord je bio neoboren tri godine a kasnije su ga srušili američki odnosno nizozemski klizači Chad Hedrick i Carl Verheijen. Također, Jochem Uytdehaage je jedno vrijeme držao i svjetski rekord na 5.000 metara a iznosio je 6:14.66.
Tijekom prosinca 2005. Uytdehaage se nije uspio plasirati na nacionalnim kvalifikacijama u Heerenveenu na ZOI u Torinu 2006. Zbog loših rezultata, klizač se sportski umirovio tijekom veljače 2007. godine u dobi od 30 godina.

## Rezultati u finalima ZOI
| Salt Lake City 2002. 5.000 m | Salt Lake City 2002. 5.000 m | Salt Lake City 2002. 5.000 m |
| RANG                         | Natjecatelj                  | Vrijeme                      |
| ---------------------------- | ---------------------------- | ---------------------------- |
|                              | Jochem Uytdehaage            | 6:14.66                      |
|                              | Derek Parra                  | 6:17.98                      |
|                              | Jens Boden                   | 6:21.73                      |

| Salt Lake City 2002. 10.000 m | Salt Lake City 2002. 10.000 m | Salt Lake City 2002. 10.000 m |
| RANG                          | Natjecatelj                   | Vrijeme                       |
| ----------------------------- | ----------------------------- | ----------------------------- |
|                               | Jochem Uytdehaage             | 12:58.92                      |
|                               | Gianni Romme                  | 13:10.03                      |
|                               | Lasse Sætre                   | 13:16.92                      |

| Salt Lake City 2002. 1.500 m | Salt Lake City 2002. 1.500 m | Salt Lake City 2002. 1.500 m |
| RANG                         | Natjecatelj                  | Vrijeme                      |
| ---------------------------- | ---------------------------- | ---------------------------- |
|                              | Derek Parra                  | 1:43.95                      |
|                              | Jochem Uytdehaage            | 1:44.57                      |
|                              | Ådne Søndrål                 | 1:45.26                      |

## Vanjske poveznice
- Službena web stranica klizača